# Vaterpolski klub Coning
Vaterpolo klub Coning je vaterpolo klub iz Varaždina. Jedan je od mlađih klubova u Hrvatskoj, posvećen razvoju vaterpola u Varaždinu. U veljači 2007. klub je imao nešto manje od sto članova. Klupski treninzi održavaju se na Važdinskim gradskim bazenima.
Klub je u sezoni 2006. i 2007. nastupao u 1. B hrvatskoj ligi s igračima iz Zagreba. Od rujna 2007. uprava kluba okreće se svojem podmlatku i kreće u reorganizaciju. Klub trenutno organizira školu vaterpola za najmlađe. Natječe se u kadetskoj, juniorskoj i seniorskoj konkurenciji. Dugoročni cilj kluba je promoviranje vaterpola u Varaždinu, proširivanje baze na sve kategorije, natjecanje u ligi i organizacija turnira za najmlađe kategorije. VK Coning svake godine organizira ljetni kamp u Biogradu.
Od 2009. godine Coning se natječe u 2. HVL Sjever, s momčadi sastavljenoj od igrača iz vlastite škole.